# Финансовая инициатива
ПАО «КБ „Финансовая инициатива“» — украинский коммерческий банк, 23.06.2015 признанный неплатежеспособным. На 01.04.2015 занимал 16-е место среди банков в стране по объему активов.
100 % акций принадлежит ООО «Инвест-Сервис», которая, в свою очередь, полностью принадлежит украинскому предпринимателю  Олегу Бахматюку через ООО «КВИККОМ ЛИМИТЕД». Ему также принадлежат компания «Укрлендфарминг» и агрохолдинг «Авангард», акции которой котируются на Лондонской фондовой бирже. Ключевым сектором инвестиций банка является сельское хозяйство.
23.06.2015 Нацбанк Украины признал банк неплатежеспособным. Под государственные гарантии подпадают счета 92 % вкладчиков «Финансовой инициативы» – 59 тыс. человек. Фонд гарантирования вкладов физлиц должен выплатить им больше 3,7 млрд грн (в том числе валютные вклады по курсу 21,52 грн/$).

## История
- 2004 — 2005 — коммерческий банк «Финансовая инициатива» основан 5 июля 2004 в форме общества с ограниченной ответственностью и зарегистрирован Национальным банком Украины 19 января 2005 года. В мае банк стал участником Фонда гарантирования вкладов физических лиц. С октября банк является действительным членом Ассоциации «Первая фондовая торговая система» (ПФТС), членом платежной системы «УкрКарт».

- 2006 — 24 января открыто первое отделение — в Ивано-Франковске.

- 2007 — в июле банк осуществил первый выпуск облигаций на сумму 50 млн грн. В ноябре этого же года банк объявил о проведении второй эмиссии облигаций банка на сумму 250 млн грн. В ноябре открыто первое отделение в Киеве.

- 2008 — банк становится членом международной платежной системы MasterCard.

- 2011 — банк подключен к проекту объединения сетей банкоматов с ПАО «УКРСОЦБАНК», с ноября банк получил статус Уполномоченного банка по выплате пенсий и социальной помощи[5]

- 2015 —  в феврале банк был признан Нацбанком Украины проблемным, а в июне — неплатежеспособным.

## Показатели
|                                            | 1 января 2012 | 1 января 2013 | 1 января 2014 | 1 июля 2014 |
| ------------------------------------------ | ------------- | ------------- | ------------- | ----------- |
| Собственный капитал, млрд. грн.            | 1,91          | 1,91          | 2,06          | 2,34        |
| Объем кредитного портфеля, млрд грн.       | 9,73          | 8,17          | 11,25         | 12,65       |
| Объем депозитов физических лиц, млрд грн.  | 0,98          | 1,73          | 4,59          | 4,79        |
| Объем депозитов юридических лиц, млрд грн. | 2,58          | 2,29          | 2,51          | 2,31        |

## Правление
- Председатель Правления Цыктор Андрей Иванович
- Заместитель Председателя Правления Демченко Андрей Михайлович
- Заместитель Председателя Правления Гаевой Олег Владимирович
- Главный бухгалтер Гребенюк Светлана Георгиевна
- Начальник Управления финансового мониторинга Иванченко Анжелика Николаевна

## Сеть
Сеть банка состоит из 88 отделений во всех регионах Украины, кроме спорного Крыма. Банкоматная сеть насчитывает 54 собственных банкоматов. Кроме того, с 2014 года банк является участником банкоматной сети «Атмосфера», объединяющей более 2800 банкоматов ведущих украинских банков

## Членство
- Фонд гарантирования вкладов физических лиц
- Независимая ассоциация банков Украины
- Ассоциация украинских банков
- Киевская международная фондовая биржа
- ПФТС
- УкрКарт
- Профессиональная ассоциация регистраторов и депозитариев (ПАРД)
- S.W.I.F.T.
- Украинская национальная ипотечная ассоциация (УНИА)